# Giacomo Bove
Giacomo Bove (Maranzana, 23 aprile 1852 – Verona, 9 agosto 1887) è stato un ufficiale ed esploratore italiano.

## Biografia
Nato a Maranzana, nel Monferrato Astigiano, da Francesco Bove e Antonia Garbarino, proprietari di vari vigneti, aveva quattro fratelli: Maria, Isabella, Giuseppe e Rosa.
Il suo percorso scolastico ebbe inizio a Maranzana e ad Acqui Terme, frequentò poi il collegio a Genova, dove decise successivamente di entrare nell'accademia navale. Si diplomò con ottimi voti.

### Spedizione in estremo oriente (1872–1873)
Distintosi in accademia, Bove ebbe l’opportunità di partecipare come guardiamarina alla spedizione scientifica in estremo oriente della pirocorvetta Governolo, comandata da Enrico Accinni. Durante l’esplorazione (1872-1873) Giacomo si occupò della cartografia,  mentre i suoi superiori analizzavano gli aspetti morfologici, idrografici e etnografici dell’isola di Borneo.

### Attività in Italia (1874-1877)
Conclusa la spedizione ritornò nella sua città natale per una vacanza, andò nella base di La Spezia e successivamente venne inviato in arsenale a Napoli. Tra il 1875 e il 1876 vennero rifiutate le sue richieste di partecipazione a due spedizioni: quella inglese per l’esplorazione del polo artico e dopo quella nella Scioa. In seguito diventò sottotenente di Vascello. Nell’aprile del 1877 gli venne affidato il compito di studiare le correnti marine nello stretto di Messina sulla nave Washington. Approfondì questa analisi fino a inventare una “scala di marea” per le misurazioni idrografiche e le sue ricerche vennero riportare negli annali idrologici.

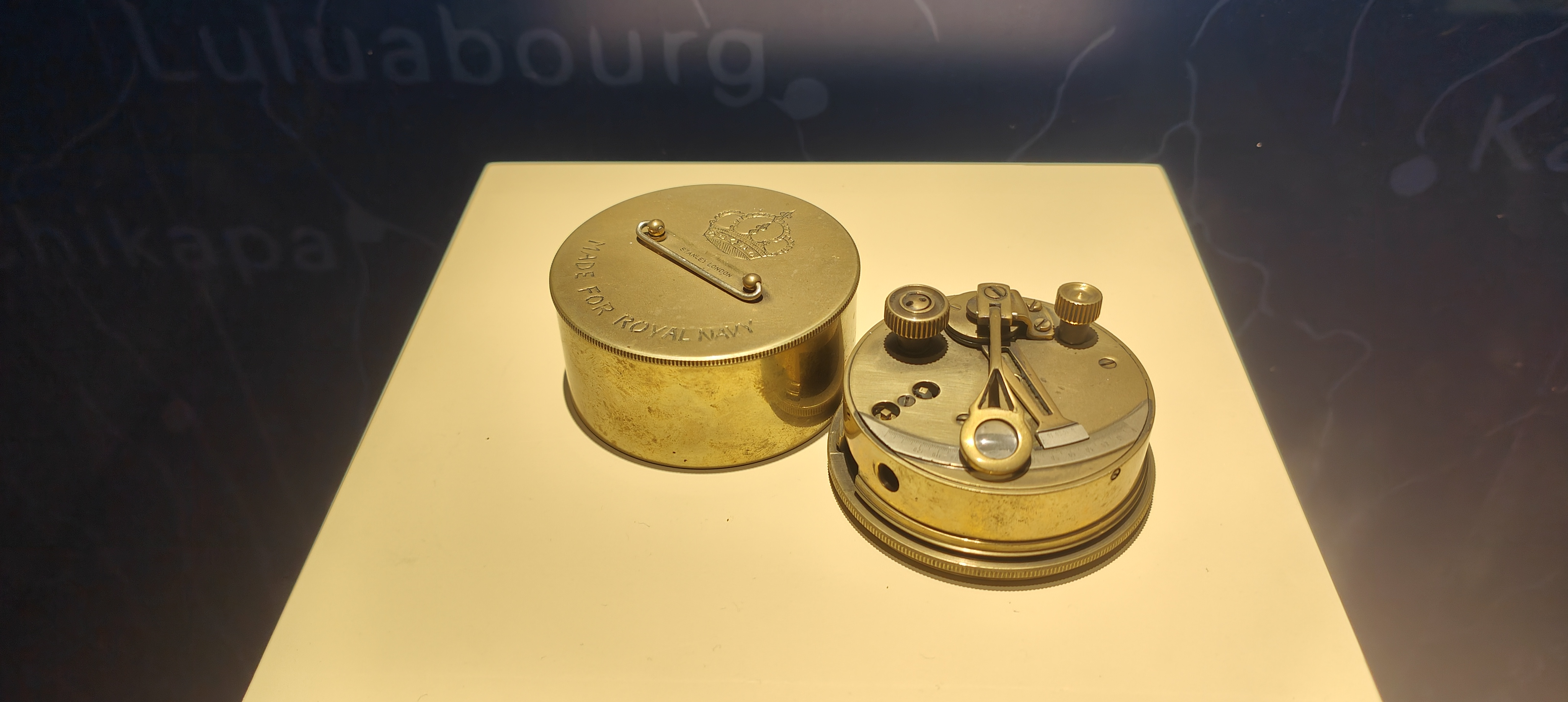
Sestante tascabile di Giacomo Bove usato nella spedizione svedese del 1878 con passaggio a Nord Est fra Asia e Giappone. Bove fu tra i primi a esplorare la Terra del fuoco e il Congo belga (Museo Navale di Imperia)

### Spedizione artica (1878-1879)
A settembre dello stesso anno venne scelto dal Ministero della Marina per partecipare in qualità di idrografo alla spedizione Vega, la spedizione scandinava della nave Vega sotto la guida di Adolf Erik Nordenskiöld. Dalla Svezia, attraverso il mare di Siberia, avrebbero dovuto raggiungere l’Oceano Pacifico. Questa spedizione sarebbe stata particolarmente positiva per la scienza e per il commercio; infatti avrebbe portato alla risoluzione del problema di passaggio e comunicazione tra il Nord (Asia e nord Europa) e l’est (il Pacifico).  Bove si preparò alla spedizione studiando a Torino inglese, francese e svedese e i dati geografici dei luoghi che avrebbe dovuto raggiungere.
La spedizione partì il 24 giugno 1878 da Karlskrona e costeggiò tutta la Norvegia. Il 21 luglio la nave Vega lasciò Tromsö, nel mar Glaciale Artico e tra il 30 e il 31 luglio venne raggiunta dai vapori Lena, Express e Fraser. È in queste zone che incontrarono per la prima volta il popolo dei samoiedi.
Ripartirono insieme il 1º agosto, per poi raggiungere il Port Dickson; da qui le navi Fraser e Express il 9 agosto iniziarono a risalire lo Enisej, per caricare grano in Siberia e rientrare in Norvegia prima dell'arrivo dell’autunno, mentre il 10 agosto le navi Vega e Lena,si avviarono verso nord-ovest col fine di doppiare il Capo Čeljuskin (la più alta latitudine del continente asiatico: 77º 36' 37" lat. Nord). Ad un certo punto, mentre esploravano la zona intorno all’arcipelago di Dixon, Bove scoprì un arcipelago nuovo al quale diede il nome di “Vega”. Dal 14 al 18 agosto le due navi si fermarono presso lo Stretto del Tajmyr. Il 17 agosto, vi fecero delle esplorazioni e lasciarono, sotto una colonna, una carta scritta, firmata A. E. Nordenskiöld, in svedese, inglese e russo che diceva:
Si prega di mandare la presente lettera a S. M. il Re di Svezia e Norvegia.
Da bordo della Vega lì 17 agosto 1878»
Il 19 agosto raggiunsero il Capo Čeljuskin e furono i primi nella storia a doppiarlo. Ripresero il loro viaggio il 20 agosto, tra nebbia fitta e ghiacciai spessi.
Il 28 agosto le due navi si separarono; la Lena risaliva il fiume omonimo, mentre la Vega proseguì verso est trovando difficoltà nella navigazione a causa del ghiaccio sempre più compatto sino a quando il mare gelò totalmente e furono obbligati a fermarsi nella terra dei ciukci, il 29 settembre 1878, a 67º 7' di lat. Nord e a 173º 31' di long. Est. Risultato impossibile superare l’ostacolo dei ghiacci, fu disposto per lo sverno, costruendo con blocchi di ghiaccio un riparo entro il quale gli scienziati, a partire dalla fine di novembre, compirono osservazioni magnetiche, idrografiche, zoologiche, botaniche e meteorologiche, mentre cercavano di mantenere pacifici i rapporti con i Ciukci, per raccogliere notizie sui loro costumi e sulle risorse del territorio. Ancorarono ad un ghiacciaio e svernarono presso Pitlekai fino al luglio 1879.
Ripartirono il 20 luglio, dopo 294 giorni di sosta forzata e finalmente attraversarono lo stretto di Bering; con le bandiere di gala issate salutarono il passaggio con cinque colpi di cannone. Fecero alcune escursioni in Alaska e all'isola di San Lorenzo poi, il 2 settembre, raggiunsero Yokohama dove ricevettero grandissimi festeggiamenti per la loro impresa. Da lì attraversarono l'oceano Indiano e il canale di Suez per poi arrivare a Napoli nel febbraio de 1880. Percorsero complessivamente 41.094 km.

### Spedizioni in sud-America (1881-1884)

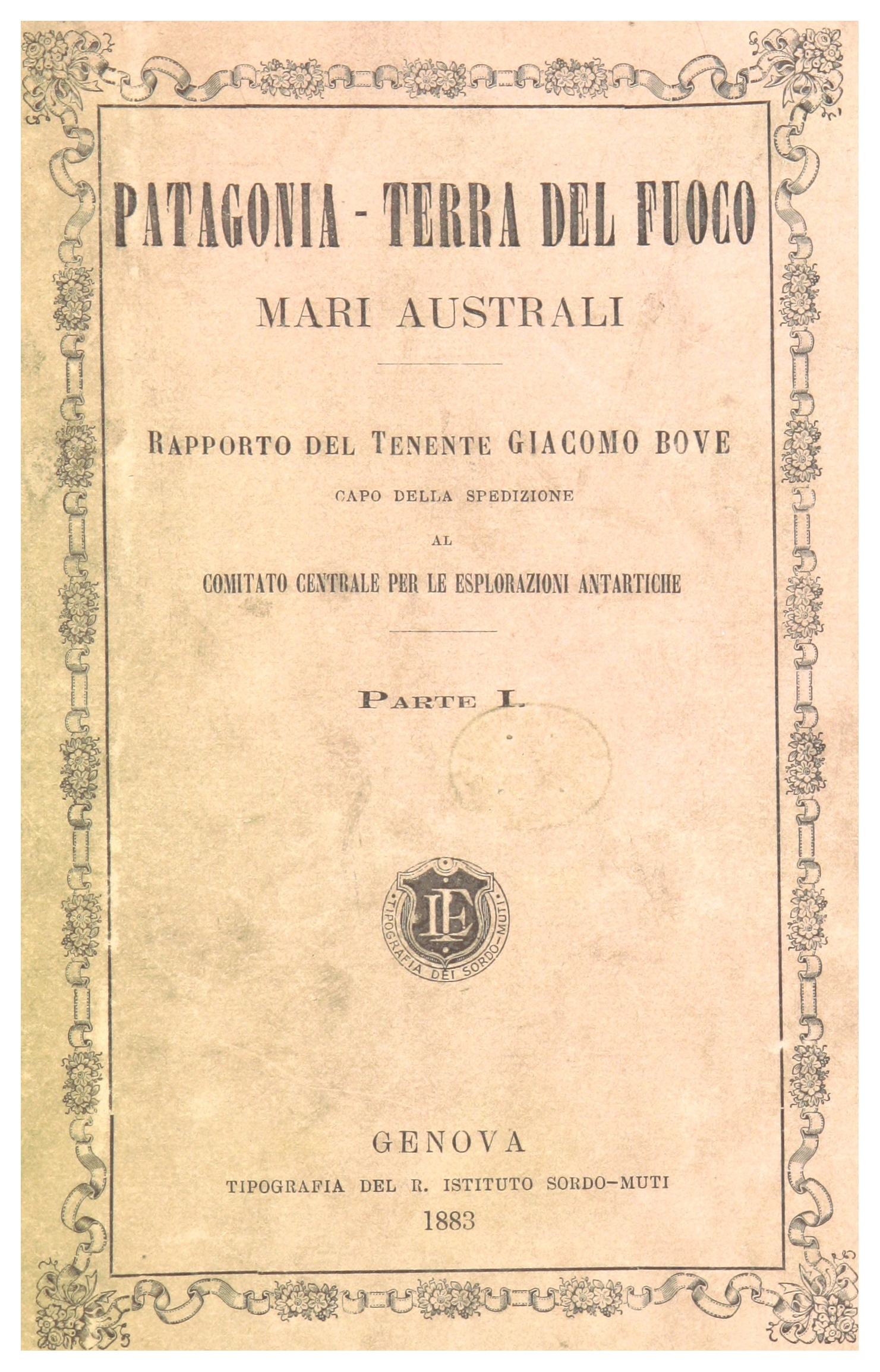
Copertina della relazione di Bove sulla sua prima missione in Patagonia, pubblicata dal Comitato Centrale per la Spedizione Antartica Italiana, 1883.

Nell'aprile 1880 Bove, con il sostegno di Cristoforo Negri, primo presidente della Società Geografica Italiana, cercò di progettare una spedizione italiana nelle regioni antartiche. Furono costituiti vari comitati di sostegno (quello principale a Genova), che non riuscirono però a raccogliere la somma necessaria per la spedizione.  Il comitato centrale di Genova decise così di promuovere una spedizione più economica, che avrebbe dovuto studiare la parte meridionale della Patagonia, l’isola degli Stati e la Terra del Fuoco (in modo particolare dal punto di vista economico).
Eventualmente l'Istituto Geografico argentino estese invito a Bove (la cui fama si era diffusa) e sostenne l'organizzazione di una spedizione delle coste della Terra del Fuoco. Fu costituita una missione scientifica italiana di cui erano membri Domenico Lovisato (geologo), Decio Vinciguerra (zoologo), Carlo Spegazzini (botanico), Giovanni Roncagli (ufficiale di Marina e idrografo) e il professor De Gerardis.
Partirono da Buenos Aires il 18 dicembre del 1881 a bordo della corvetta Cabo de Hornos ed esplorano tutta la costa argentina, fino all’Isola degli Stati. Successivamente andarono verso lo stretto di Magellano e poi nel Pacifico. A punta Arenas, in Cile, quasi un anno dopo la spedizione salì a bordo della goletta San José. La nave, tornando lungo la costa della Terra del Fuoco,  naufragò nella baia di Sloggett a causa di una tempesta. Furono soccorsi e riportati a Buenos Aires. I risultati scientifici della spedizione furono notevoli e ottennero grande interesse in seguito alla loro pubblicazione.
Bove al rientro in Italia nell'ottobre 1882 trovò generale indifferenza, pur ricevendo continuo sostegno da parte della Società geografica italiana, di cui venne nominato socio d'onore.
Bove non abbandonò completamente l’idea di una spedizione antartica, però in attesa di quest’ultima organizzò altre spedizioni. 

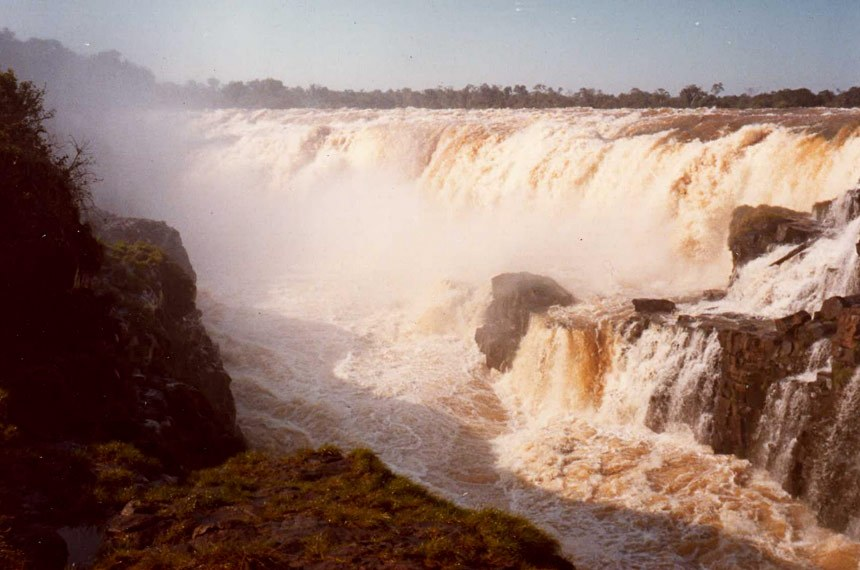
Le cascate di Guairà, formate dal fiume Paranà, fecero una grande impressione su Bove. Le cascate furono sommerse con la costruzione della diga di Itaipú durante gli anni 1970-80.

Nel 1883 ottenne il sostegno economico del governo italiano che insieme a donazioni private e alle proprie risorse finanziarie gli permise di intraprendere una seconda spedizione in Argentina. Tornò a Buenos Aires insieme alla moglie Luisa Bruzzone, appena sposata, e a Carlo Bossetti e Adamo Lucchesi. A settembre dello stesso anno intraprese una esplorazione del territorio territorio argentino delle Misiones, il corso dei fiumi Iguazù e Parana, la regione del Guairà, il Mato Grosso, la Patagonia fino a Capo Horn.
All’inizio del 1884 tornò a Buenos Aires e insieme a Stone e Noguerra intraprese un'altra spedizione. Fu accompagnato anche dal giovane scrittore Edmondo de Amicis. La spedizione esplorò lo stretto di Magellano e a febbraio era a Punta Arenas e ad aprile fu già di ritorno nella Terra del Fuoco.
Una volta tornato in Italia presentò la sua idea di colonizzare la regione delle Missioni che però non andò in porto.

### Spedizione in Congo (1885-1886)
Nel 1885 il Ministero degli Esteri italiano lo incaricò di una missione in Congo. Erano quegli gli anni della spartizione coloniale dell'Africa. Nel novembre 1884 si era aperta la Conferenza di Berlino che intendeva regolare le molteplici iniziative europee nell'area del Bacino del fiume Congo. La missione affidata a Bove aveva l'obiettivo di consentire all'Italia di introdursi nella regione per esplorare opportunità commerciali e coloniali. Bove condusse viaggi preparatori in Belgio e in Inghilterra. La spedizione italiana salpò da Liverpool il 2 dicembre 1885. Bove era accompagnato dal capitano di fanteria Giuseppe Fabrello e dallo zoologo Enrico Stassano.
La spedizione risali il corso del fiume Congo fino a Matadi, effettuando osservazioni geografiche e commerciali. L'amministrazione coloniale che controllava il Congo per conto del re Leopoldo del Belgio frappose ostacoli alla missione, che dopo diversi mesi raggiunse Léopoldville, poi la confluenza del Kasai, e proseguì nell'alto Congo fino alle cascate di Stanley. Dall'agosto 1886 discesero il fiume.
Bove tornò in Italia nell'ottobre del 1886. Nel suo rapporto finale l’esploratore escludeva qualsiasi vantaggio da una colonizzazione del Congo a causa delle difficili condizioni climatiche e dalla povertà delle risorse.
Bove tornò dalla spedizione in Africa gravemente malato, accusando febbri intermittenti. Si dimise dall’incarico di ufficiale della marina e divenne direttore tecnico della società di navigazione “La Veloce”.
Giacomo Bove si suicidò il 9 agosto 1887, a Verona. La salma riposa ora nella cappella di famiglia nel cimitero di Maranzana.

## Opere
- Cristoforo Negri; Giacomo Bove (1880). Idea sommaria della spedizione antartica italiana.
- Giacomo Bove (1883). Patagonia – Terra del Fucco, mari australi. Rapporto... al Comitato centrale por le esplorazioni antartiche. Tip. del R. Istituto de' Sordo-Muti. URL consultato il 31-10-2013.
- Giacomo Bove (1885). Note di un viaggio nelle Missioni ed Alta Paranà. URL consultato il 31-10-2013.
- Giacomo Bove; Alfonso Fresa (1940). Il passaggio del nord-est: spedizione artica svedese della "Vega". Società Italiana delle Arti Grafiche. URL consultato il 31-10-2013.
- Giacomo Bove; Viaggio alla Terra del Fuoco
- Giacomo Bove; Procedimenti della spedizione artica svedese- Relazione al Ministro della Marina
- Giacomo Bove; Expedicion Austral Argentina